# Cześnik wielki litewski
Cześnik wielki litewski (łac. picerna Magni Ducatus Lithuaniae) – urząd dworski Wielkiego Księstwa Litewskiego I Rzeczypospolitej.
Do jego kompetencji należało podawanie napojów wielkiemu księciu w czasie uczt dworskich. W czasach nowożytnych urząd ten stał się czysto honorowym.